# Upsalquitch
Upsalquitch é uma comunidade incorporada no Condado de Restigouche, New Brunswick, Canadá. A cidade está localizada na parte norte da província, perto de Quebec.